# College of New Jersey
Il College of New Jersey (TCNJ) è un'università pubblica situata ad Ewing nel New Jersey. Il college è stato fondato nel 1855 come New Jersey State Normal School. È stata la prima facoltà normale istituita nello stato del New Jersey e la quinta negli Stati Uniti. Originariamente situato a Trenton, il college fu trasferito nella sede attuale adiacente al comune di Ewing nella prima metà degli anni '30. Fin dalla sua fondazione, TCNJ ha subito diverse modifiche al nome, la più recente è stata la modifica del 1996 da Trenton State College al suo nome attuale.
È un istituto selettivo, con l'obiettivo dichiarato di mantenere nello stato per le specializzazioni i migliori studenti del New Jersey. Il college mira a combinare le migliori pratiche degli istituti privati con degli intenti pubblici, dando vita a un modello innovativo e unico per l'istruzione universitaria. Il college incoraggia la libera richiesta e lo scambio multietnico, offrendo una vasta gamma di opportunità di apprendimento nelle proprie classi, nei laboratori e negli studi di tutto il campus, nonché nelle varie sedi al di fuori del campus.
L'istituto è suddiviso in sette facoltà, ognuna delle quali propone programmi di laurea breve, molti dei quali offrono programmi di master mirati. L'accento viene posto sull'educazione alle arti liberali per mezzo dei requisiti di istruzione generale del college. Gran parte del college è stato costruito in stile georgiano su 289 acri alberati.

## Storia

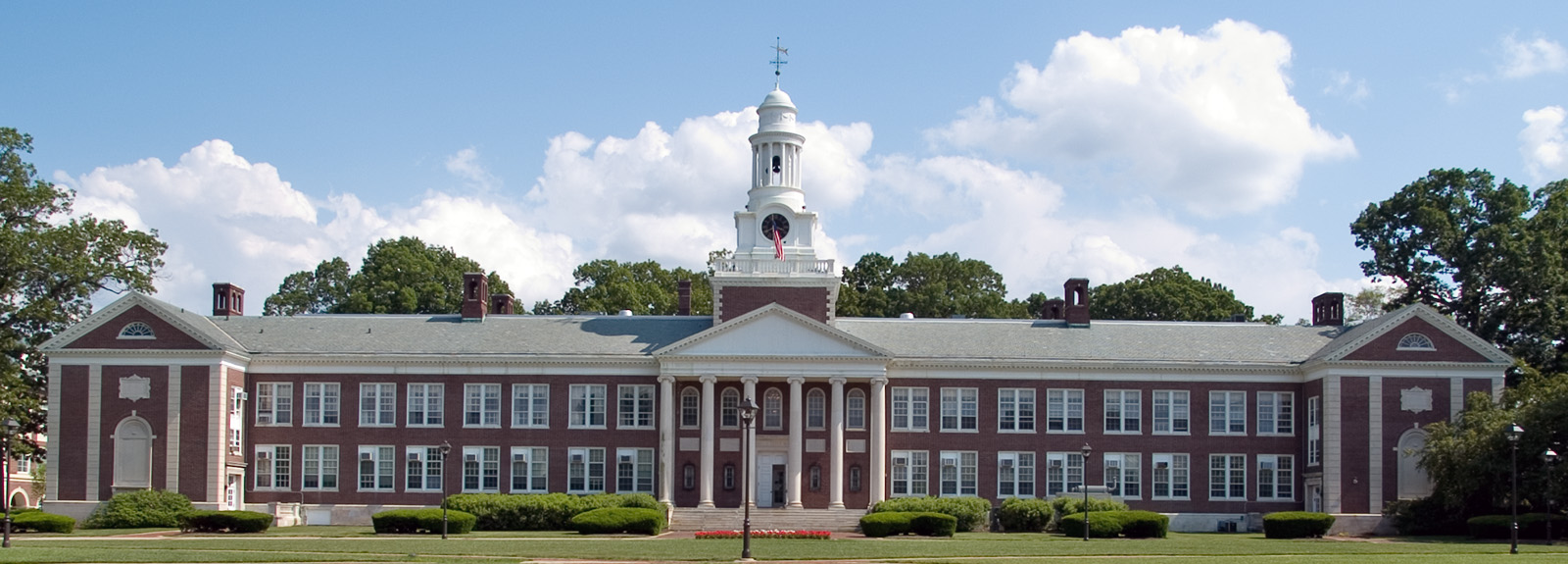
Green Hall

Il College of New Jersey fu istituito il 9 febbraio 1855 da un atto della Legislatura del New Jersey che impose la creazione di una scuola statale normale, facendo della New Jersey State Normal School il primo istituto di formazione per insegnanti del New Jersey e il nono degli Stati Uniti. Prima di tutto questo il governatore Rodman McCamley Price promosse attivamente l'idea di fondare un istituto di formazione per gli insegnanti del New Jersey e fornì aiuto mobilitando i leader più influenti dello stato a sostegno:
(dichiarazione di Rodman McCamley Price, gennaio 1855)

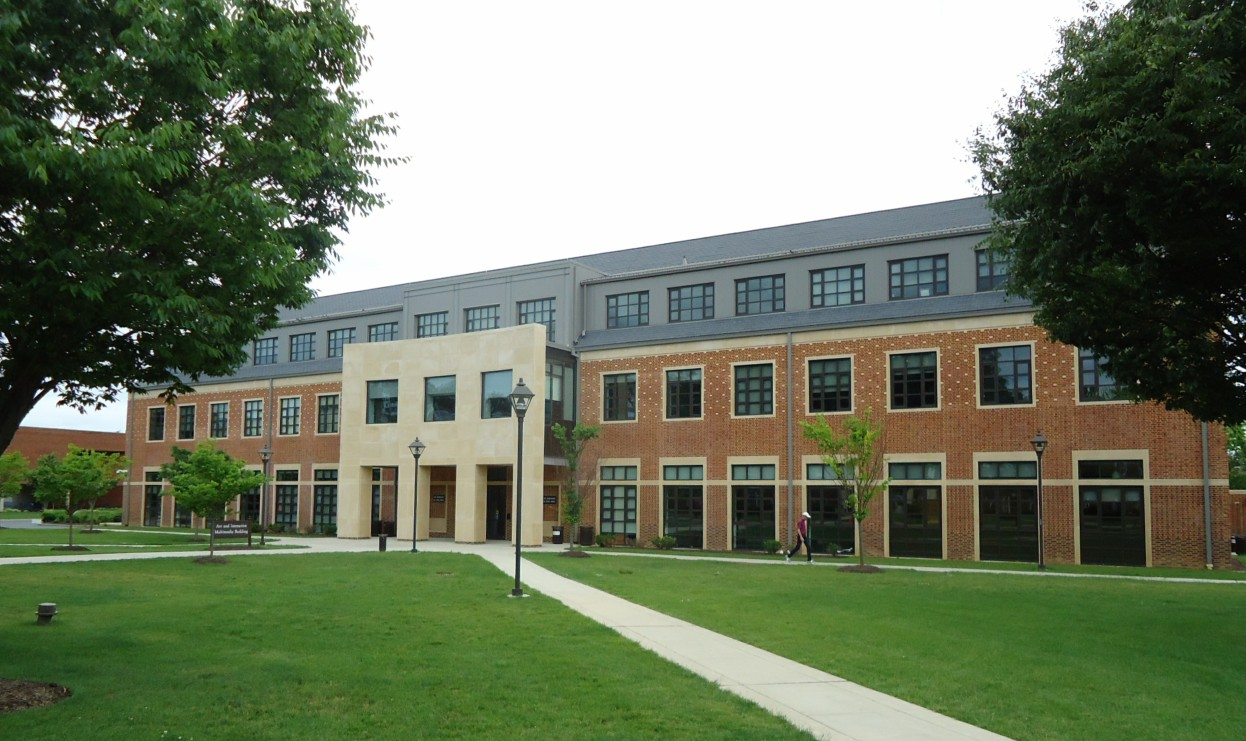
Dipartimento di arte e interazione multimediale

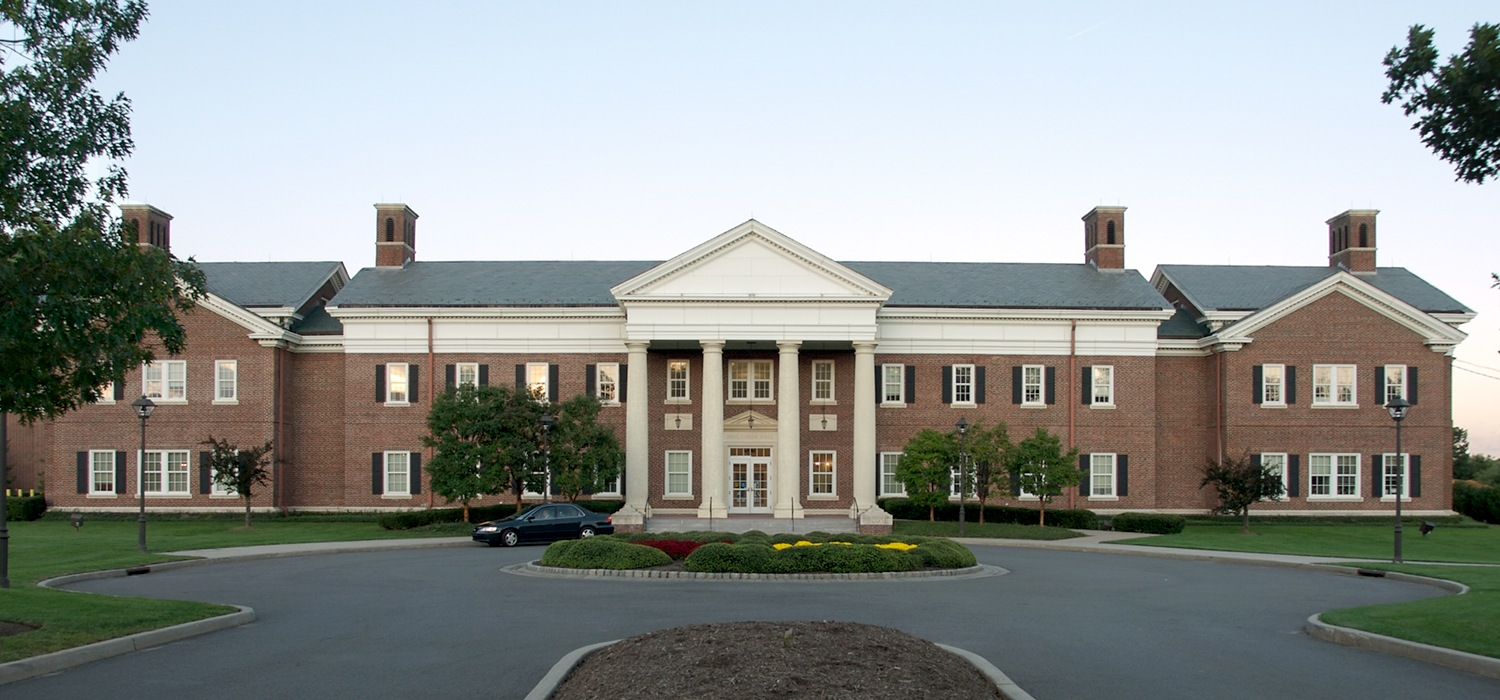
Trenton Hall

Per i primi 73 anni, la facoltà era situata a Trenton sulla Clinton Avenue. A partire dal 1925, l'istituto propose i primi diplomi di maturità quadriennali e si impegnò in un programma transitorio di espansione. Nel 1928 fu acquistato un tratto suburbano di 210 acri (0,85 km²) nel comune di Ewing e furono avviati i preparativi al trasferimento del college. Il primo edificio eretto nel nuovo campus fu Green Hall, costruito nello stile georgiano tradizionale. Oggi la maggior parte degli edifici del campus riflette l'architettura del Green Hall. Nel 1996, con una proposta capeggiata da Harold Eickhoff, il college of New Jersey adottò il nome attuale.

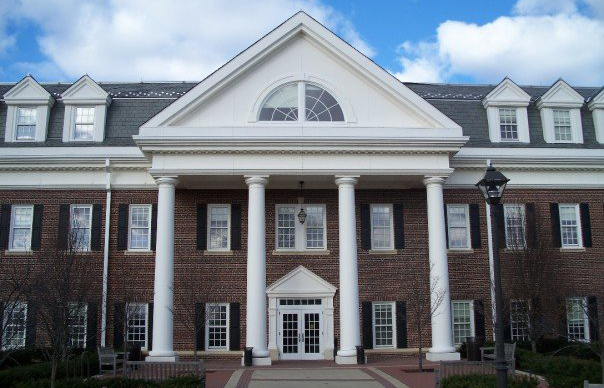
Dipartimento di scienze sociali

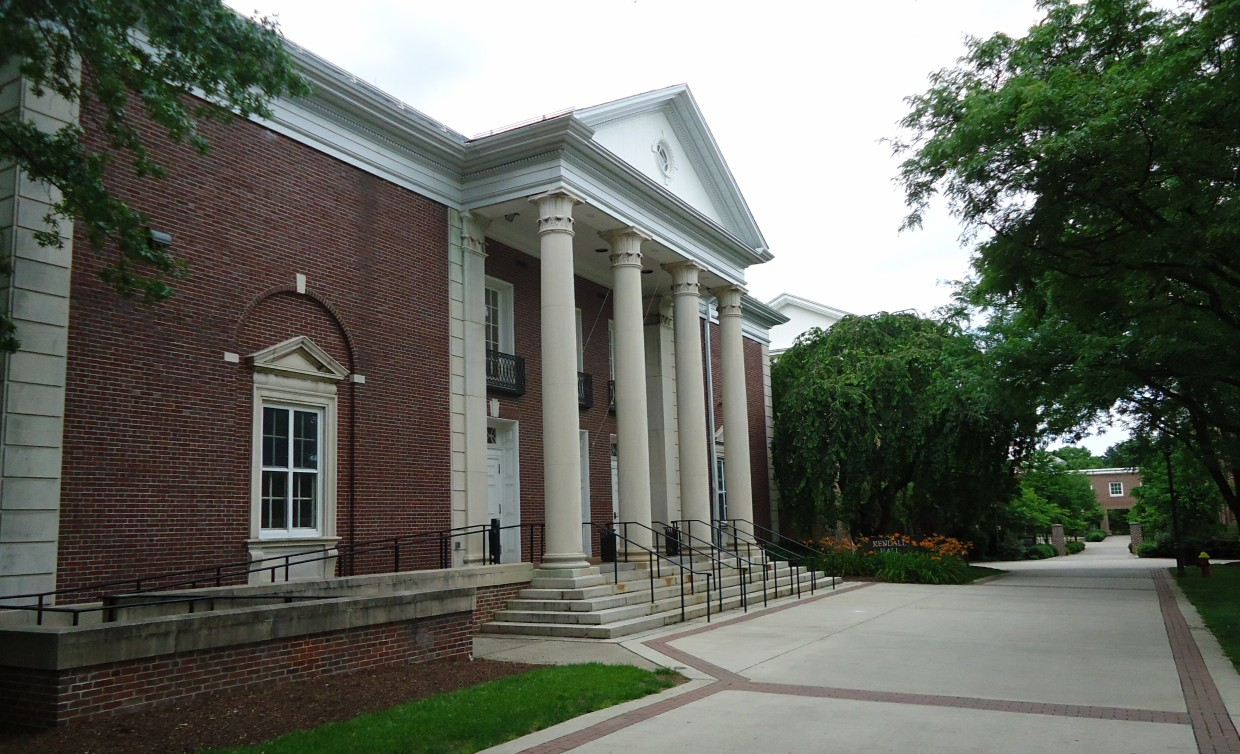
Kendall Hall

I programmi di studio universitario furono istituiti nel 1947, ai quali susseguì il consenso di varie associazioni nazionali negli anni '50. La promulgazione della legge sull'istruzione superiore del 1966 ha spianato la strada al TCNJ affinché divenisse un istituto comprensorio espandendo i suoi programmi di laurea ad una varietà di discipline oltre la sola formazione degli insegnanti. Nel 1972, il 70 percento degli studenti iscritti non optava per una specializzazione accademica.
Elenco dei nomi
- 1855 – New Jersey State Normal School
- 1908 – New Jersey State Normal School in Trenton
- 1929 – New Jersey State Teachers College and State Normal School at Trenton
- 1937 – New Jersey State Teachers College at Trenton
- 1958 – Trenton State College
- 1996 – The College of New Jersey

## Corsi accademici

### Programmi

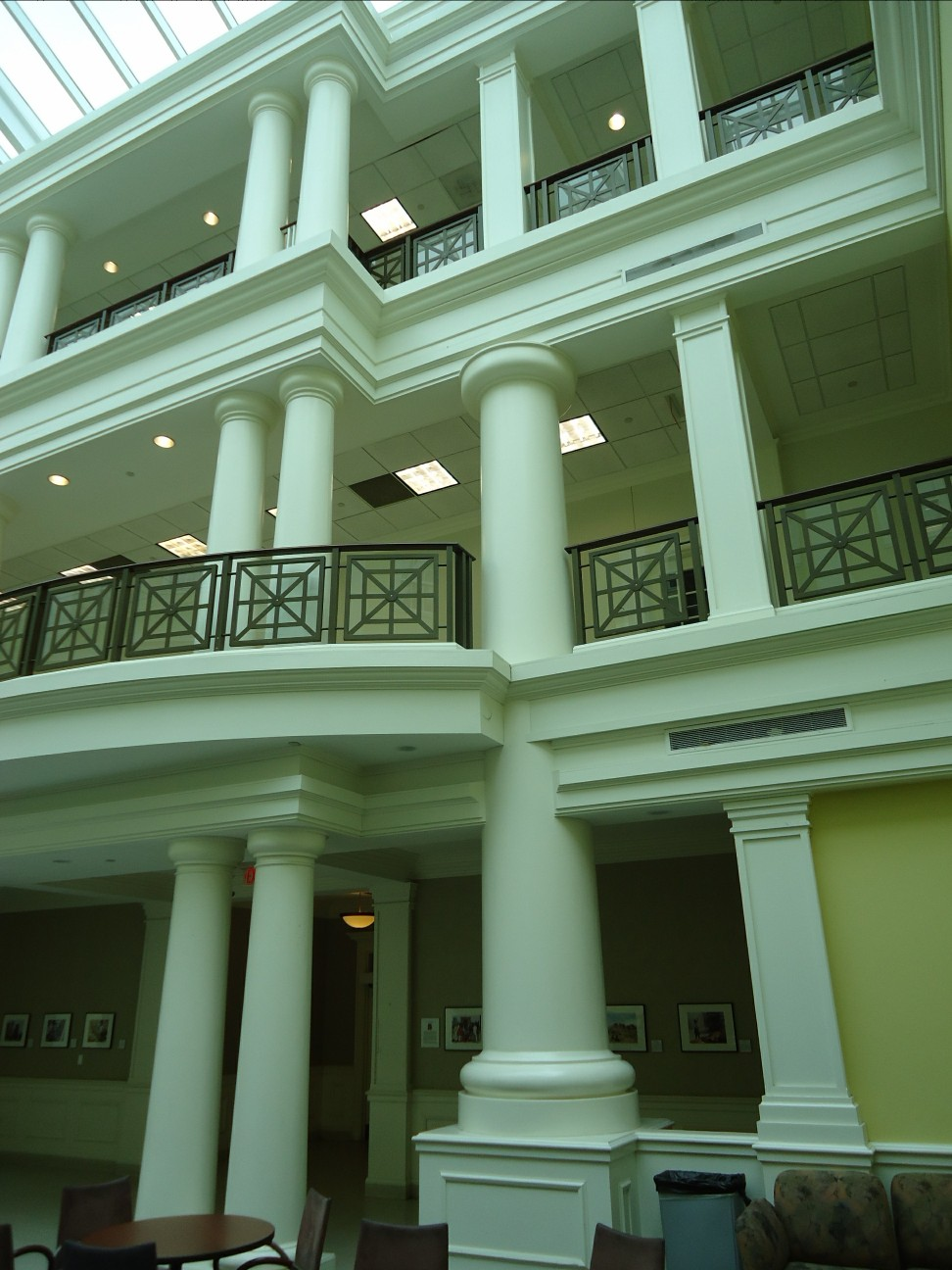
Interno del dipartimento di scienze sociali.

I sette dipartimenti dell'Accademia propongono più di 50 corsi tra arti liberali e professionali: Arte e comunicazione – Economia aziendale – Scienze umanistiche e sociali – Scienze dell'educazione – Ingegneria – Scienze infermieristiche, della salute e dell'esercizio fisico – e Scienze.

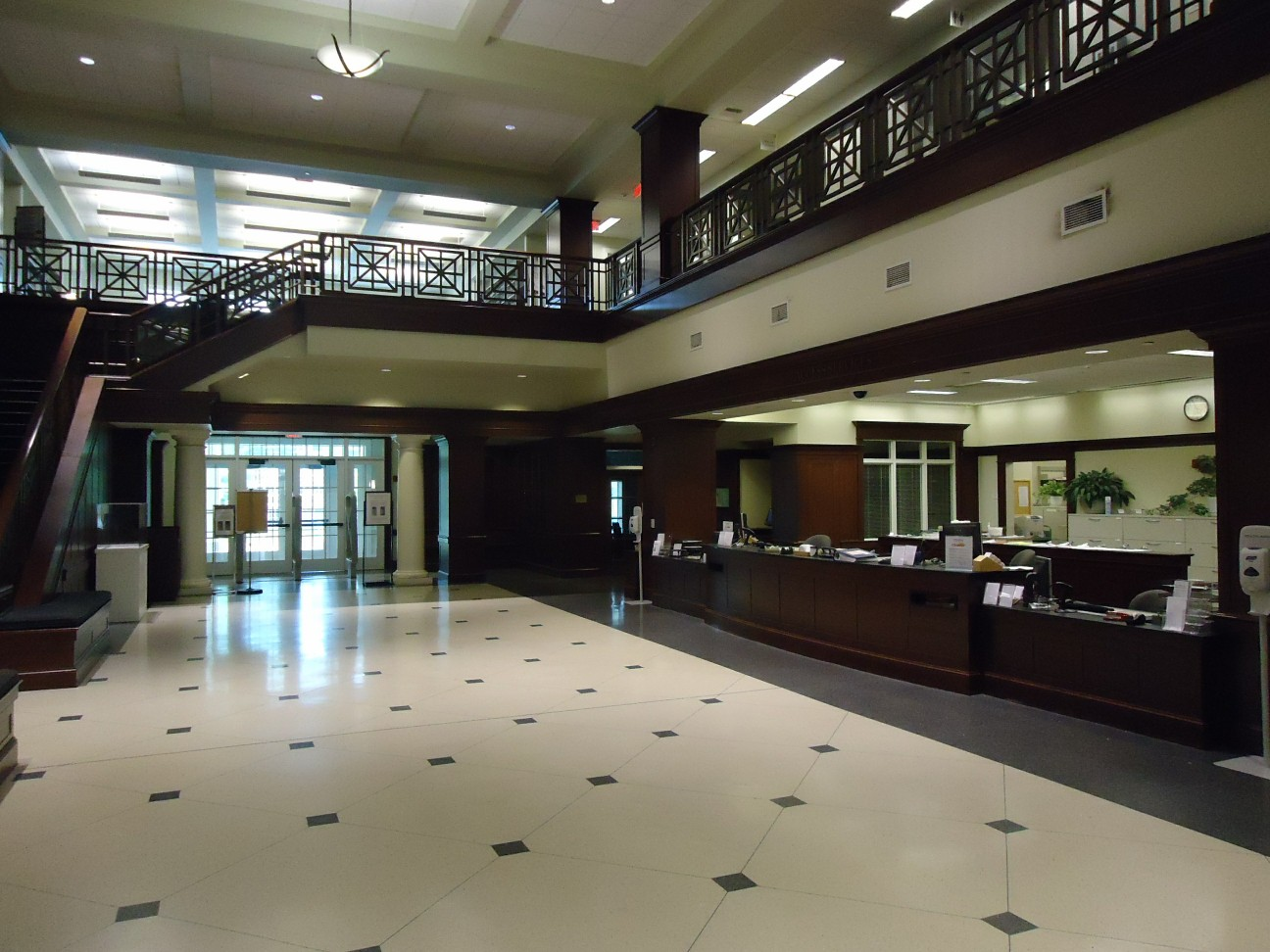
Interno della biblioteca del TCNJ.

Il College of New Jersey propone lauree in più di 50 corsi tra arti liberali e professionali. Inoltre, offre un corso combinato Laurea in Scienze / Dottorato in Medicina (B.S. / M.D.) di 7 anni per studenti provenienti dalle scuole superiori in collaborazione con l'Università di Medicina e Odontoiatria del New Jersey . L'ammissione a questo corso è estremamente selettiva. Quest'ultimo garantisce, al termine dei tre anni di studio universitario, l'ammissione all'UMDNJ presso il TCNJ e il mantenimento di un GPA minimo (attualmente fissato a 3.5).
Questi programmi vengono svolti in ognuna delle sette facoltà elencate di seguito:
- Facoltà di arte e comunicazione
- Facoltà di economia aziendale
- Facoltà di scienze umanistiche e sociali
- Facoltà di scienze dell'educazione
- Facoltà di ingegneria
- Facoltà di scienze infermieristiche, della salute e dell'esercizio fisico
- Facoltà di scienze

#### Programmi globali
Il College of New Jersey propone corsi di laurea in scienze dell'educazione in diverse località internazionali. Attualmente gli studenti completando una certificazione per insegnanti dello stato del New Jersey possono ottenere un master in scienze dell'educazione studiando a Bangkok in Thailandia; Maiorca in Spagna; o Johannesburg in Sudafrica. Oltre a questo, tutti gli studenti vengono incoraggiati a studiare all'estero dopo aver accumulato una quantità di crediti corrispondenti ad un anno scolastico, a patto che risultino avere anche una buona condotta accademica. Il centro per l'impegno globale (TCNJ Center for Global Engagement) collabora con la facoltà del College of New Jersey per offrire agli studenti universitari una vasta gamma di corsi, da corsi di studio guidati all'estero a breve termine, a corsi della durata di un semestre e di un anno in dozzine di paesi. Oltre 400 studenti nel 2012-2013 hanno studiato nelle università di oltre venti paesi in sei continenti diversi.
Il college ospita anche l'Istituto per gli studi di lingua inglese e cultura americana (Institute for ESL & American Studies), un'immersione linguistica e culturale che porta gli studenti extracomunitari al campus da tutto il mondo per ampliare le loro conoscenze in lingua inglese e cultura americana. Gli studenti di questo corso guadagnano 12 crediti nei semestri autunnali o primaverili e 8 in estate che è possibile utilizzare ovunque, per apprendere in piccole classi di non più di 8 studenti e fare viaggi di studio a New York e Filadelfia. Gli studenti laureati possono anche prendere parte, senza consumare i loro crediti, a un seminario sull'insegnamento nelle università americane. Gli studenti a tempo pieno hanno la possibilità di vivere con questa coorte durante il corso, lavorare con loro come partner di conversazione e aiutarli (come navigator) ad orientarsi sulla vita nel campus.

### Classifiche
Secondo le classifiche annuali regionali di U.S. News & World Report, il College of New Jersey è al 4º posto nella categoria delle università regionali del Nord. Per quanto riguarda le università regionali del Nord, sia per istituti pubblici che privati, si è classificato 4° nel 2019.
Sin dagli anni '90, gli studenti in arrivo sono tenuti a partecipare all'Esperienza del Primo Anno (FYE), un'importante componente del curriculum di arti liberali presso il college.
Quasi i due terzi (64%) degli studenti che fanno domanda al College of New Jersey per la facoltà di medicina vengono accettati. I laureati del college vengono assunti in molte grandi aziende. Altri dati specifici che confermano il loro successo sono un tasso del 100% di superamento nel test di preparazione alle specializzazioni per insegnanti statali e un tasso dell'85% di superamento del triennio per gli studenti di infermieristica e ottenere la licenza. Il college ha un tasso di immatricolazione del 95% ed un tasso di laureati dell'85%.

## Vita nel campus

### Complesso di accoglienza

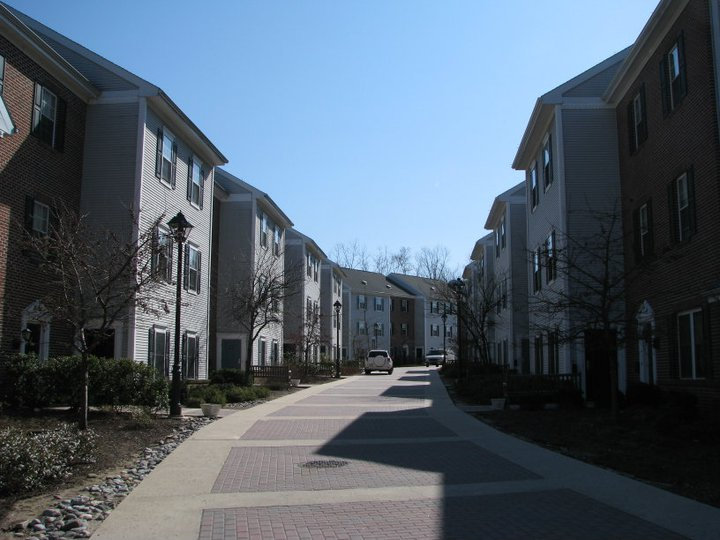
Residenze a sud

Agli studenti del primo anno del college viene assegnata una stanza nella Travers / Wolfe Tower, nella Centennial Hall o in qualsiasi stanza non occupata del complesso Allen / Brewster / Ely. Gli studenti del secondo anno vivono nella New Residence, nella Allen Hall, nella Brewster Hall, nella Ely Hall, nella Norsworthy Hall, nella Eickhoff Hall, nella Cromwell Hall e nella Decker Hall. Attualmente sono previsti progetti per costruire un altro edificio appositamente per le abitazioni del secondo anno. Gli studenti degli ultimi anni vivono abitualmente nelle residenze a sud, est o ovest o in uno dei due complessi di appartamenti di nuova costruzione: Phelps Hall e Hausdoerffer Hall. Hanno anche la possibilità di vivere in una delle varie case universitarie che circondano il campus. Mentre il 95% degli studenti del primo anno vive nel campus, solo il 50% degli studenti delle classi superiori vive nel campus, scegliendo invece di vivere nelle case e negli appartamenti che circondano il college.

### La città universitaria
Nel 2013 sono partiti i lavori per la costruzione dell'innovativo complesso della città universitaria (The Campus Town). Composto da sette edifici – Campus Town Clock Tower, appartamenti e spazi ricreativi – il complesso è costruito da PRC Campus Centres LLC su 12 acri di proprietà situati nel campus e comprende 7 400 metri quadri di spazio commerciale.
La città universitaria ha spazio per ospitare 446 junior e senior in appartamenti con una, due e quattro camere da letto. Ogni appartamento ha un soggiorno / sala da pranzo, camere da letto separate, uno o due bagni a seconda dell'unità, una cucina completa con lavastoviglie, lavatrice standard e asciugatrice. Il complesso inoltre dispone di 500 posti auto.
La città universitaria ospita un centro fitness di 1 070 metri quadri che ha rimpiazzato la palestra di 370 metri quadri del college. Gli appartamenti e il centro fitness sono accessibili solo agli studenti, mentre i negozi al dettaglio del complesso verranno aperti al pubblico. Barnes & Noble è un franchising, con un nuovissimo negozio di 1 300 metri quadri ed è in fase di concessione assieme a molti altri, tra cui un negozio di yogurt, un ristorante di sushi, un minimarket e un birrificio.

### Ristorazione

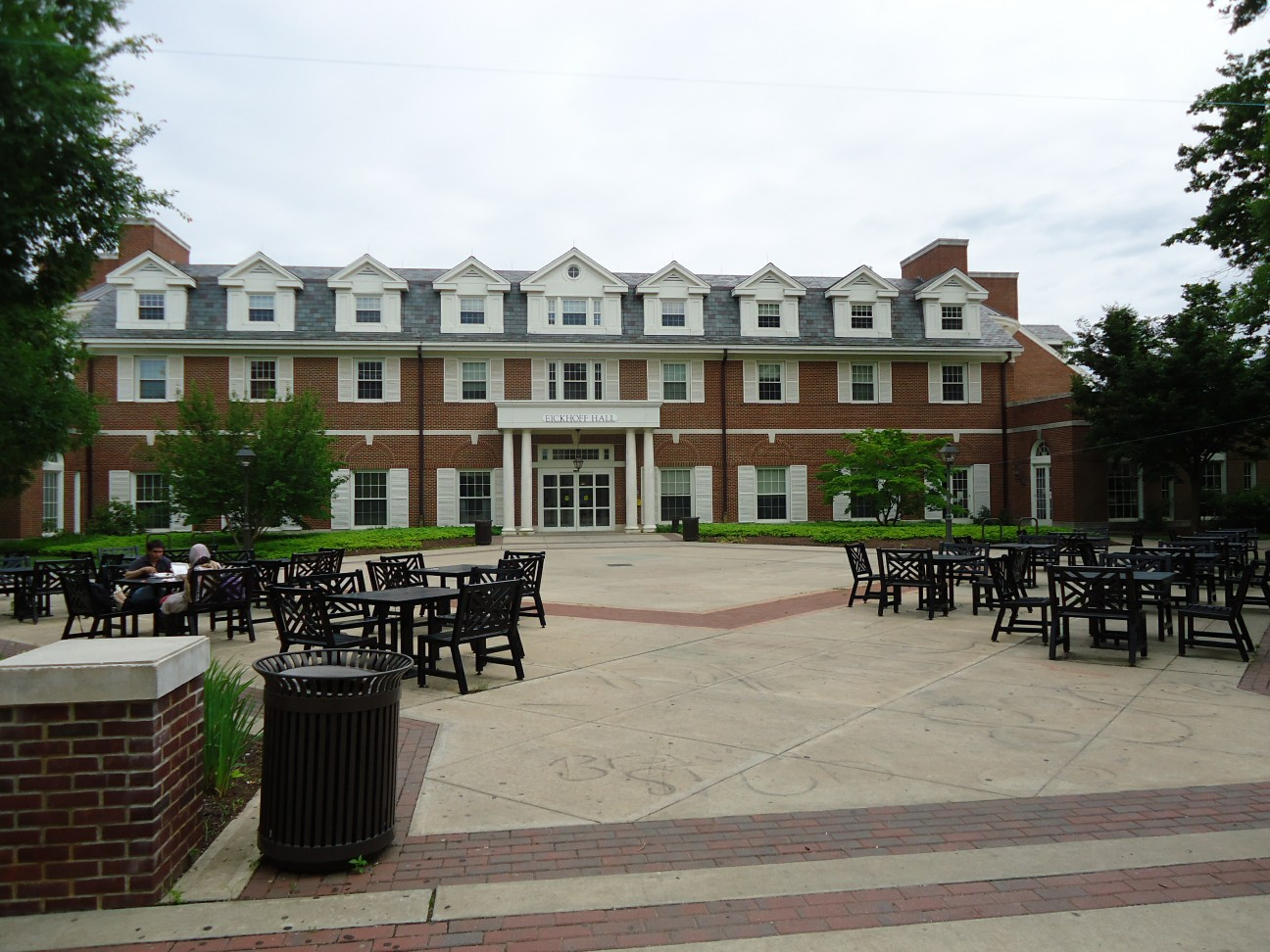
Eickhoff Hall

Ci sono attualmente dieci strutture per la ristorazione gestite dalla Sodexo nel campus del college, nonché un minimarket e una libreria. La Eickhoff Hall ospita l'atrio, la sala da pranzo principale, dove gli studenti pagano un prezzo d'ingresso e hanno accesso a cibo a buffet, insieme a The 1855 Room, una sala da pranzo dedicata al personale della facoltà e il minimarket. TDubs, la sala da cena a tarda notte, si trova tra le torri Travers e Wolfe.

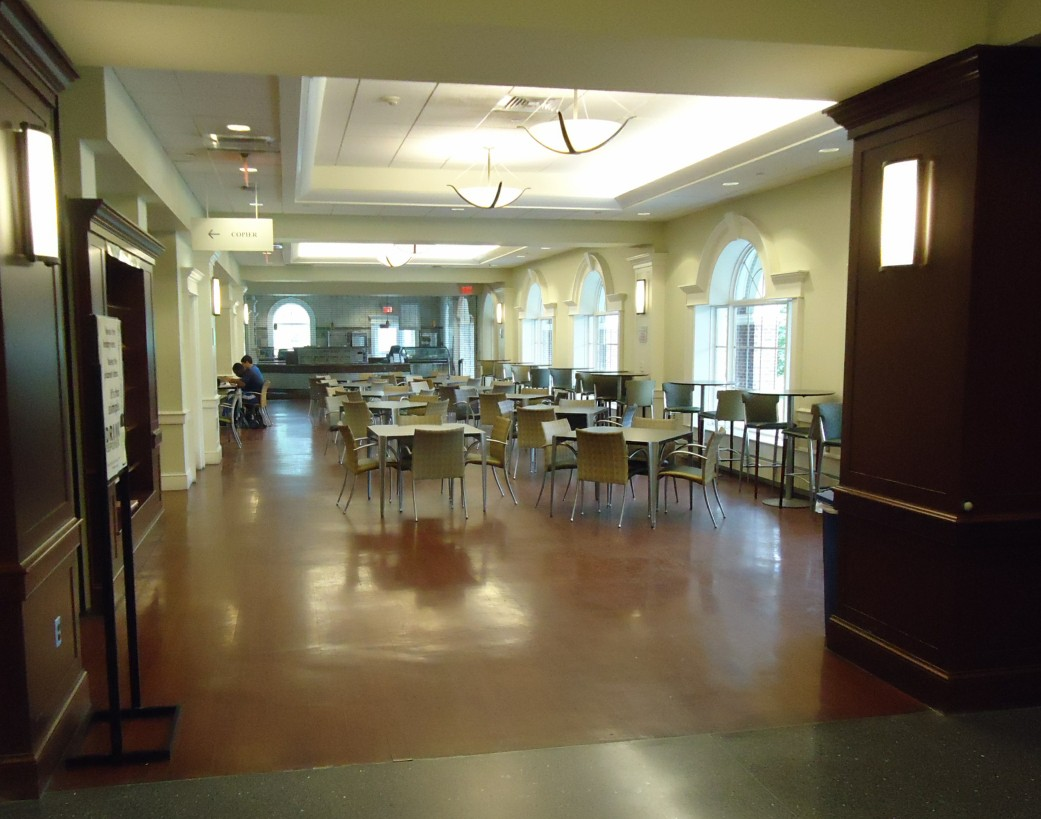
Caffetteria nella biblioteca.

Al livello principale della biblioteca del college è situata una caffetteria che serve caffè Starbucks. Oltre alle bevande vengono serviti panini, ciambelle e altri alimenti. Una caffetteria simile, lo STEM Forum Cafe, si trova nel complesso di nuova costruzione STEM Forum, aperto nell'autunno 2017. Qui vengono serviti caffè e alimenti da asporto. Nell'Education Building si trova l'Education Cafe, che serve una varietà di caffè, panini e dolci al forno.
Il centro studenti Brower ospita tre diverse strutture per la ristorazione. Il Fresh Pride Cafe si trova nei pressi di uno degli ingressi principali ed è il più piccolo dei tre. Avendo già vari divani e tavoli attorno appartenenti al centro studentesco, non riserva posti a sedere propri. Il Traditions è un ristorante e un bar, dove gli studenti possono sedersi e ordinare i pasti ai camerieri. Si servono bevande alcoliche. All'interno del Traditions c'è anche un palco in cui le band si esibiscono nelle varie serate. L'ultima sala da pranzo è l'area ristorazione del centro studentesco ed è colloquialmente definita "The Lion's Den". Gli studenti possono servirsi alle varie postazioni, per poi pagare alle casse.

### Imprenditoria
A metà degli anni 2000, il college iniziò a focalizzarsi maggiormente nell'imprenditoria studentesca. Le risorse amministrative furono destinate alla consulenza e ai seminari per gli studenti. Il concorso Mayo Business Plan nell'aprile 2012 vide numerosi gruppi studenteschi competere per avviare la propria attività di start-up con in palio un premio di 12.000 dollari. La facoltà ha anche organizzato eventi di imprenditoria per studenti delle scuole superiori locali.

### Vita studentesca
Le vicine aree metropolitane come Filadelfia e New York sono raggiungibili in circa un'ora e mezza di treno. I sondaggi sulla popolazione studentesca indicano, tuttavia, che l'80% degli studenti residenti resta nel campus almeno 3 fine settimana ogni mese. Il college conta oltre 180 organizzazioni studentesche gestite dall'Office of Student Activities and Leadership Development. Il Signal è il giornale del college dal 1885 e vince premi quasi ogni anno. Il Lion's Eye è la rivista letteraria del campus, distribuita ogni semestre e finanziata dalla commissione delle attività degli studenti. La Lions Television (LTV), fondata nella primavera del 2008, è la prima rete televisiva del College of New Jersey.

Due studenti con la mascotte del college.

I tentativi del campus di offrire eventi sociali per gli studenti non correlati all'assunzione di alcol sono numerosi, comprese le attività all'interno e all'esterno del campus come spettacoli comici e musicali. Il College Union Board (CUB) sponsorizza visite di celebrità e proiezioni di film, tutti finanziati dallo Student Finance Board. Per dare il via a ogni nuovo semestre autunnale, si tiene il "LollaNoBooza". È un grande evento in maschera che vuole essere un'alternativa ai party notturni. Nell'aprile 2011, il College Union Board, Student Finance Board e Student Government hanno tenuto il loro primo carnevale di primavera annuale intitolato "fun.ival" (fun.ival è stato coniato dopo l'esibizione dal dei fun.).
Le confraternite (Greek life) trovano sistemazione nel college, con circa il 25% degli studenti appartenente a una confraternita maschile o femminile. Le organizzazioni delle confraternite sono gestite dall'Inter-Greek Council, il cui scopo è quello di riunire i membri della comunità nello spirito di un reciproco interesse. Organizza e gestisce le attività, evidenzia gli obiettivi e avvia linee di comunicazione tra i membri delle organizzazioni e il resto della comunità del campus. Per aderire ad una qualsiasi organizzazione di confratelli o consorelle, gli studenti devono avere guadagnato almeno un semestre di crediti ed trovarsi in una buona posizione accademica con un GPA di almeno 2,2. Il consiglio delle confraternite riconosce 30 organizzazioni; 16 confraternite femminili, 12 confraternite maschili e 3 organizzazioni miste dette Co-Ed.
Le confraternite riconosciute del College of New Jersey sono:
| Confraternite maschili | Confraternite maschili                                                                                                 | Confraternite femminili | Confraternite femminili                                                              |
| --- | --- | --- | ------------------------------------------------------------------------------------ |
| - Alpha Chi Rho - Alpha Epsilon Pi - Alpha Kappa Psi (Co-Ed) - Beta Theta Pi - Lambda Theta Phi - Delta Epsilon Psi - Delta Sigma Pi (Co-Ed) | - Delta Tau Delta - Omega Psi Phi - Phi Alpha Delta - Sigma Alpha Epsilon - Sigma Lambda Beta - Kappa Theta Pi (Co-Ed) | - Alpha Kappa Alpha - Alpha Xi Delta - Chi Upsilon Sigma - Delta Phi Epsilon - Delta Sigma Theta - Delta Zeta - Kappa Delta - Lambda Tau Omega - Mu Sigma Upsilon | - Sigma Kappa - Sigma Sigma Sigma - Theta Phi Alpha - Zeta Phi Beta - Zeta Tau Alpha |

Studenti famosi: John Turner, membro dei Delta Zeta.

### Centro studenti Brower

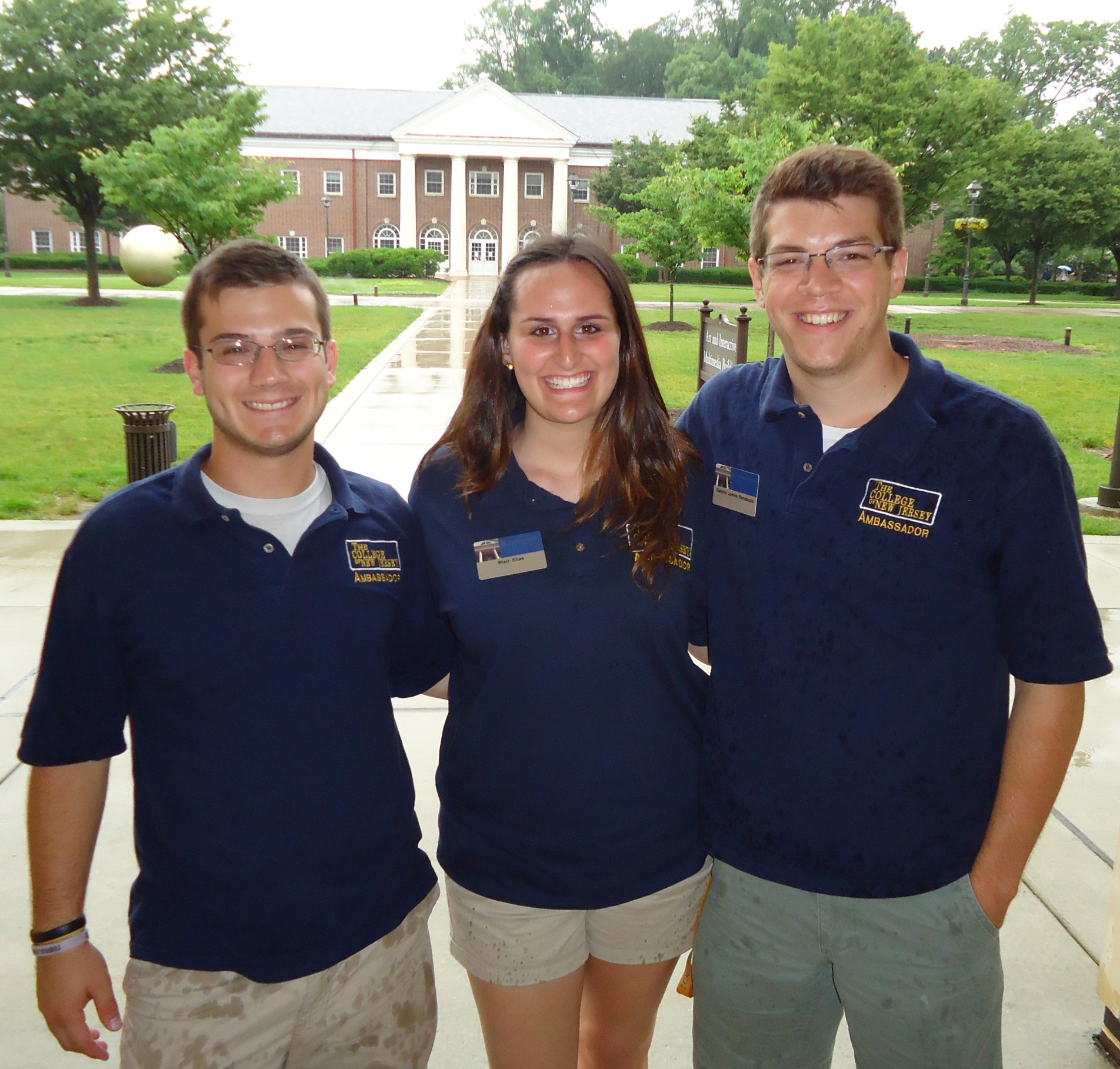
Gli studenti assegnati all'accoglienza degli nuovi studenti chiamati "ambasciatori del campus".

Il centro studenti Brower (BSC) è il centro studentesco del campus. È stato originariamente costruito nel 1976 e ha continuato ad assistere gli studenti fino ad oggi. Il Brower cerca di fornire attività nel campus a tutti gli studenti del college e mantenere i rapporti con la comunità che fortificano l'esperienza degli studenti e della comunità. Nel centro studentesco è presente anche una sala giochi, attrezzata con vari tavoli da biliardo, TV con connessione Wi-Fi, ping pong e altri giochi.
L'edificio ospita tutte le organizzazioni studentesche del campus, nonché le strutture per la ristorazione gestite dalla Sodexo Incorporated e una libreria del campus. Tutte le organizzazioni studentesche riconosciute hanno almeno un ufficio o cubicolo, o una qualche specie di area di incontro. La maggior parte di queste aree si trova al secondo piano, ma ce ne sono alcune situate altrove. Il giornale gestito dagli studenti, ad esempio, ha sia l'ufficio commerciale che la sala di produzione nel seminterrato.
L'edificio prende il nome dall'ex presidente Clayton R. Brower, che è stato presidente nel periodo in cui il college si chiamava Trenton State College. Sua moglie, Dorothy Brower, era una volontaria attiva della comunità circostante.
Nell'aprile 2015 sono iniziati i lavori di ristrutturazione per il nuovo centro studenti Brower e si sono conclusi nel 2017.

### Musei e mostre

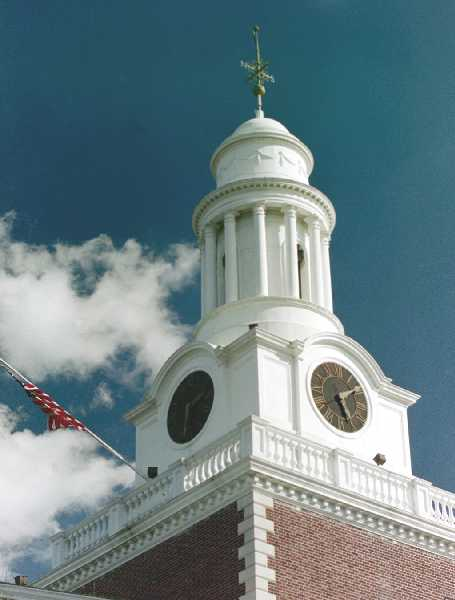
Torre dell'orologio del Green Hall

Il College of New Jersey ospita il museo David Sarnoff, precedentemente situato a Princeton Junction. La collezione che racconta la vita del fondatore della NBC David Sarnoff si trova ora nel Roscoe L. West Hall. Presso il dipartimento di arte e interazione multimediale sono allestite nelle gallerie varie mostre d'arte. Le mostre espongono opere di studenti, artisti professionisti e locali. Le opere vengono rinnovate regolarmente.

### Mass media

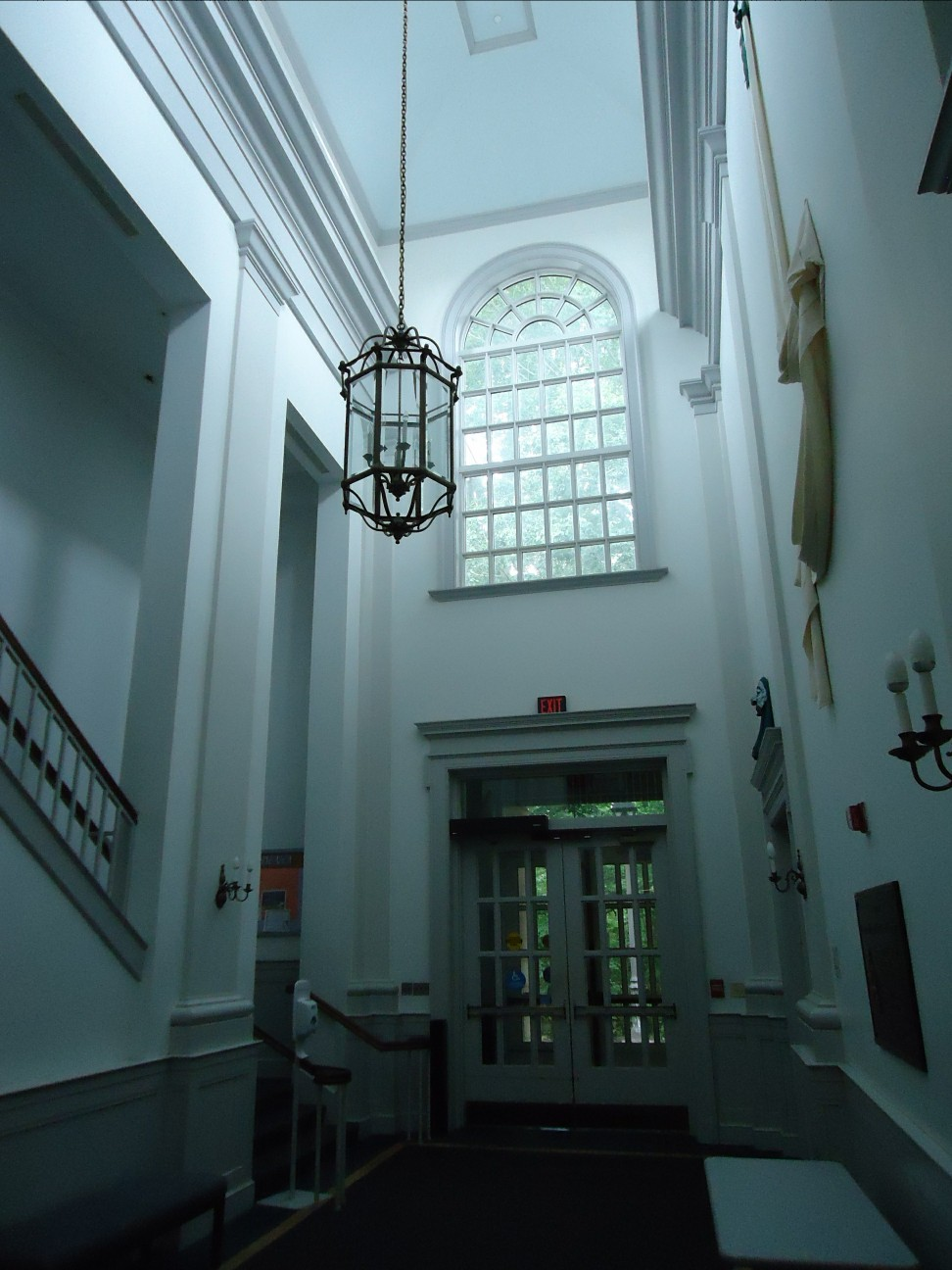
All'interno della Kendall Hall

#### Pubblicazioni
Il Signal è il giornale gestito dagli studenti del College of New Jersey dal 1855. Ha vinto numerosi premi e si è classificato per la prima volta nella categoria "eccellenza generale" (la categoria più importante) per le pubblicazioni di notizie collegiali alle premiazioni della New Jersey Press Association. Il Signal va quasi completamente a ruba dal loro ufficio situato al secondo piano della Forcina Hall.
Il TCNJ Magazine è un'altra pubblicazione, che tratta sia della vita nel campus che delle questioni che riguardano gli ex studenti. Il Perspective, un opuscolo di notizie per studenti apertamente di sinistra, è l'ultimo lavoro della scuola che è stato pubblicato per la prima volta nel 2009. Quest'ultimo ha ricevuto finanziamenti dallo Student Finance Board, ma non ha ancora stabilito un programma di pubblicazione (a differenza delle altre pubblicazioni del campus). Sul versante letterario, il Lion's Eye e il Siren sono entrambe riviste auto-prodotte piene di poesia, prosa e opere d'arte degli studenti. Il Seal è stato l'annuario del college dalla sua prima pubblicazione nel 1911. Tuttavia, in seguito all'edizione del 2017, la pubblicazione e l'organizzazione studentesca sono stati interrotti a causa della scarsa richiesta e del debito incombente.

#### Radio
WTSR (91.3 FM ) è la stazione radio non commerciale del college che raggiunge le contee di Mercer e Bucks, in Pennsylvania, trasmettendo anche su Internet. La stazione iniziò a trasmettere nel 1958 come WTSC, ma fu approvata con una licenza FM nell'autunno del 1965. È gestita interamente da studenti e necessita di aiuto da parte di studenti e volontari della comunità. Propone una programmazione tradizionale diurna ed offre anche una varietà di programmi speciali che consistono in spettacoli di folk / world, synth-pop, rock moderno, metal, reggae, classici, gospel e altro ancora.

#### Televisione
Lions Television (abbreviato 'LTV') è la stazione televisiva gestita dagli studenti del campus dal 2008. Il suo studio e ufficio si trovano nella Kendall Hall e i suoi contenuti possono essere visualizzati online o sui televisori del campus sul canale 2-2. Il consiglio di amministrazione della stazione comprende sei produttori (sport, notizie, musica, commedia, cultura pop e quiz show) che filmano, dirigono e modificano i contenuti sia in studio che nel campus della scuola.

## Atleti
Il College of New Jersey ha 22 squadre universitarie e 18 squadre di club, che includono numerosi programmi che hanno ottenuto il riconoscimento e il successo nazionali. Le sue squadre universitarie iscritte alla New Jersey Athletic Conference (NJAC) e competono nella divisione III della National Collegiate Athletic Association (NCAA). La mascotte del college è "Roscoe il leone".
Le squadre universitarie del college sono entrambe classificate rispettivamente al primo e secondo posto nella classifica di tutte le 424 scuole della III divisione della nazione da oltre 25 anni.
La squadra di lacrosse femminile ha disputato 16 partite su 20 possibili nel campionato, vincendone 11 (anche se il titolo del 1992 è stato successivamente revocato) e qualificandosi per il torneo NCAA 21 volte consecutive fino al 2005, evidenziato da un record di 93 – 1 dal 1991 al 1996. La squadra femminile di hockey su prato ha vinto 10 corone nella III Division in 14 presenze in campionato (entrambe il doppio rispetto a qualsiasi altra scuola).
La squadra di wrestling del college si è classificata tra le prime 20 a livello nazionale per 30 anni consecutivi, inclusi 5 campionati nazionali (1979, 1981, 1984, 1985, 1987), 5 secondi posti e numerose volte nelle prime 5.
Le squadre di atletica hanno anche dominato il New Jersey Athletic Conference. Da quando il titolo NJAC è stato contestato per la prima volta nel 1997, il College of New Jersey ha vinto il titolo - sia indoor che outdoor - ogni anno.
La principale struttura sportiva, il Lions Stadium, ospita 6.000 spettatori ed è la sede di squadre di calcio, hockey su prato, lacrosse e intramurali . Lo stadio è stato aperto nell'autunno del 1984 e inglobava la prima installazione nordamericana di AstroTurf a sistema di drenaggio verticale. Questo sistema previene l'effetto "stagno delle anatre" comunemente visibile su altre superfici artificiali. Nel 2008, i rapporti hanno indicato che il tappeto erboso conteneva livelli di piombo oltre la norma ed è stato successivamente rimosso. Ora, lo stadio è arredato con il Tiger Turf, che è la prima installazione di Trophy Turf negli Stati Uniti. Lo stadio ha ospitato numerosi tornei e partite di campionato NCAA, oltre alle Olimpiadi speciali del New Jersey e alla competizione annuale USSBA Central Jersey Regional delle marching band.

La squadra di club di hockey su ghiaccio della facoltà ha trovato successo grazie alla partecipazione a diverse conferenze dell'American Collegiate Hockey Association (ACHA) sin dalla creazione del gruppo nel 1977. La squadra attualmente partecipa alla Colonial State College Hockey Conference, in cui è iscritta e ha iniziato a giocare fin dalla fondazione nel 2014, e ha vinto quattro campionati conference (2017, 2018, 2019, 2020), guadagnandosi gli accessi per il torneo ACHA Southeast Regional. In precedenza, iscritta alla Great Northeast Collegiate Hockey Conference, la squadra ha vinto due titoli nel 2012 e 2014.

### Sport maschili
- Baseball
- Pallacanestro
- Corsa campestre
- Football
- Calcio
- Nuoto e tuffi
- Tennis
- Atletica leggera
- Wrestling

### Sport femminili
- Pallacanestro
- Corsa campestre
- Hockey su prato
- Lacrosse
- Calcio
- Softball
- Nuoto e tuffi
- Tennis
- Atletica leggera

### Sport di Club
- Baseball
- Pallacanestro (femminile)
- Bowling
- Crew
- Cheerleading
- Hockey su ghiaccio
- Lacrosse (maschile e femminile)
- Rugby (maschile e femminile)
- Calcio (maschile e femminile)
- Softball
- Nuoto
- Tennis
- Frisbee
- Sport unificati (Olimpiadi speciali per studenti del college)
- Pallavolo (maschile e femminile)

## Ex studenti illustri

Ex studenti del College of New Jersey
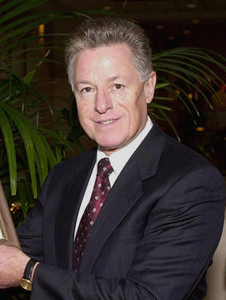
James Florio, 49° governatore del New Jersey, laureato al college nel 1962.
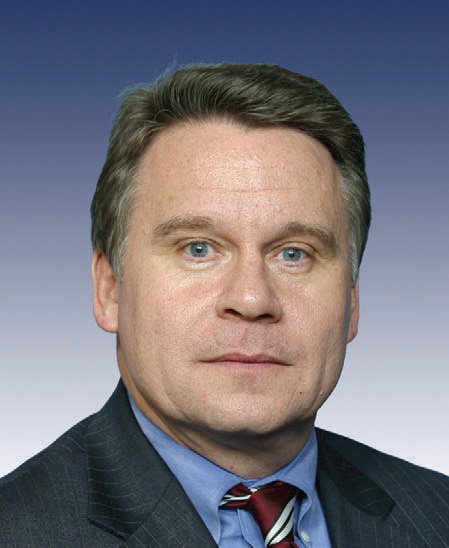
Chris Smith, rappresentante del congresso degli Stati Uniti del 4º distretto congressuale del New Jersey
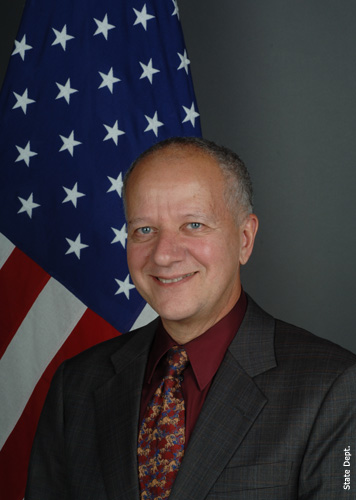
Joseph A. Mussomeli, ambasciatore degli Stati Uniti per la Repubblica della Slovenia.
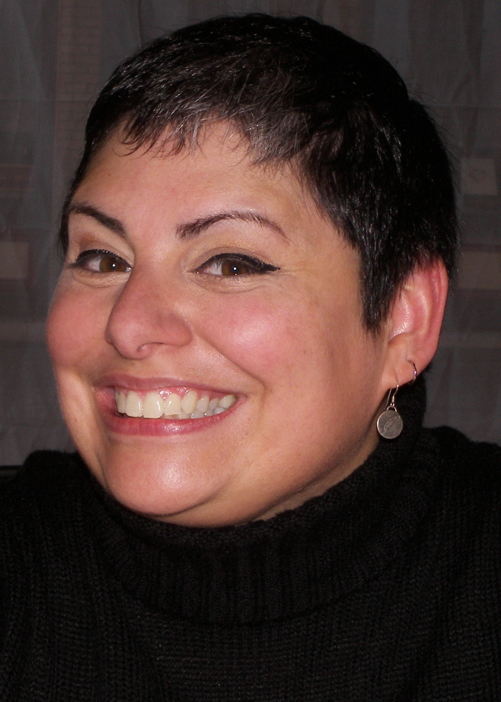
Holly Black, autrice di The Spiderwick Chronicles, una serie di libri di fantasia per bambini.
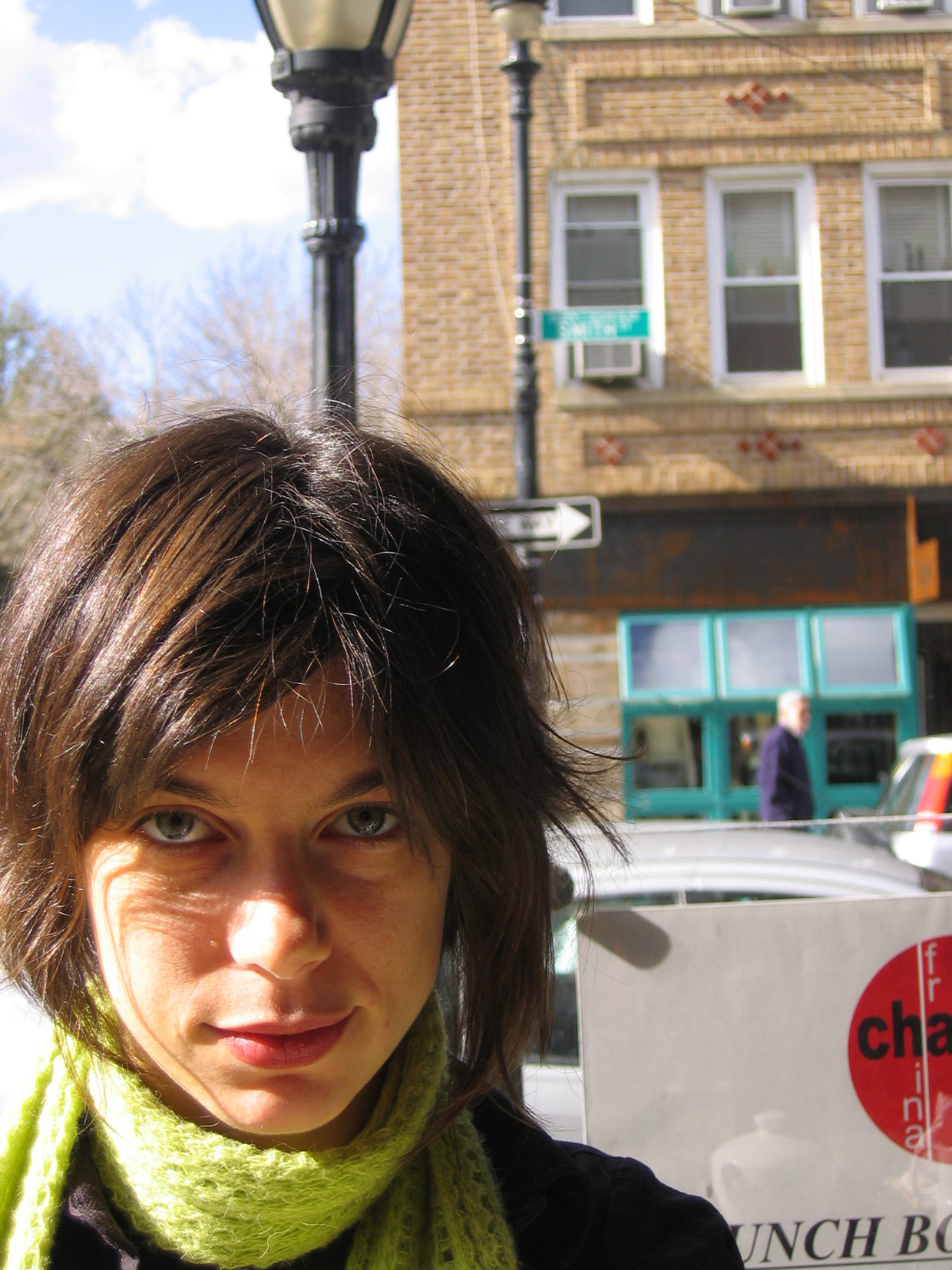
Sheila Callaghan, drammaturga e sceneggiatrice.
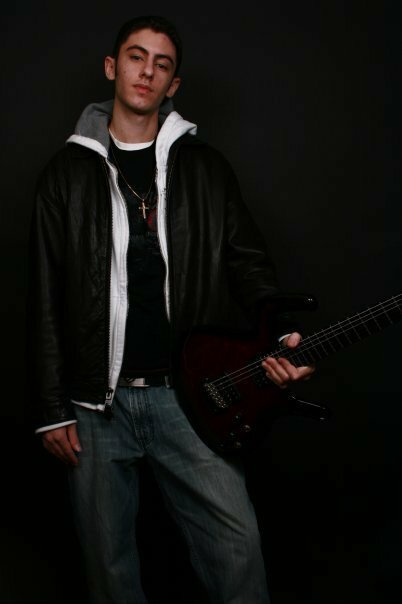
Stephen Dadaian, chitarrista classico ed elettrico.

### Politica e governo
- Christopher J. Brown, politico del partito repubblicano che è stato membro dell'assemblea generale del New Jersey dal 2012 al 2016, in rappresentanza dell'8º distretto legislativo .[33]
- Jim Florio (laurea in arte, 1962), governatore del New Jersey, 1990–1994.[34]
- Joe Howarth (laurea in scienze), politico che ha rappresentato l'8º distretto legislativo dell'assemblea generale del New Jersey dal 2016.[35]
- Dick LaRossa, politico del partito repubblicano che è stato membro nel Senato del New Jersey per due mandati, dal 1994 al 2000, dove ha rappresentato il 15º distretto legislativo.[36]
- Gerald Luongo (laurea in arte, master in arte), politico del partito repubblicano che è stato membro dell'assemblea generale del New Jersey dal 1998 al 2000.[37]
- Joseph R. Malone, politico del partito repubblicano che è stato membro dell'assemblea generale del New Jersey dal 1993 al 2012, in rappresentanza del 30º distretto legislativo.[38]
- Joseph A. Mussomeli (laurea in arte, 1975), è un diplomatico americano. Attualmente[quando?] ambasciatore per la Slovenia, nonché ex ambasciatore per la Cambogia e per le Filippine.[39]
- Verlina Reynolds-Jackson, politico che rappresenta il 15º distretto legislativo nell'assemblea generale del New Jersey.[40]
- Christopher Smith (laurea in scienze, 1975), membro del congresso degli Stati Uniti che rappresenta il 4º distretto congressuale del New Jersey.[41]
- William A. Stevens, giurista e politico del partito repubblicano è stato presidente del senato del New Jersey e procuratore generale del New Jersey.[42]
- Connie Wagner, politico che è stato membro dell'assemblea generale del New Jersey dal 2008 al 2013, dove ha rappresentato il 38º distretto legislativo.[43]
- Madaline A. Williams, prima donna afroamericana eletta alla legislatura del New Jersey.[44]

### Arte e intrattenimento

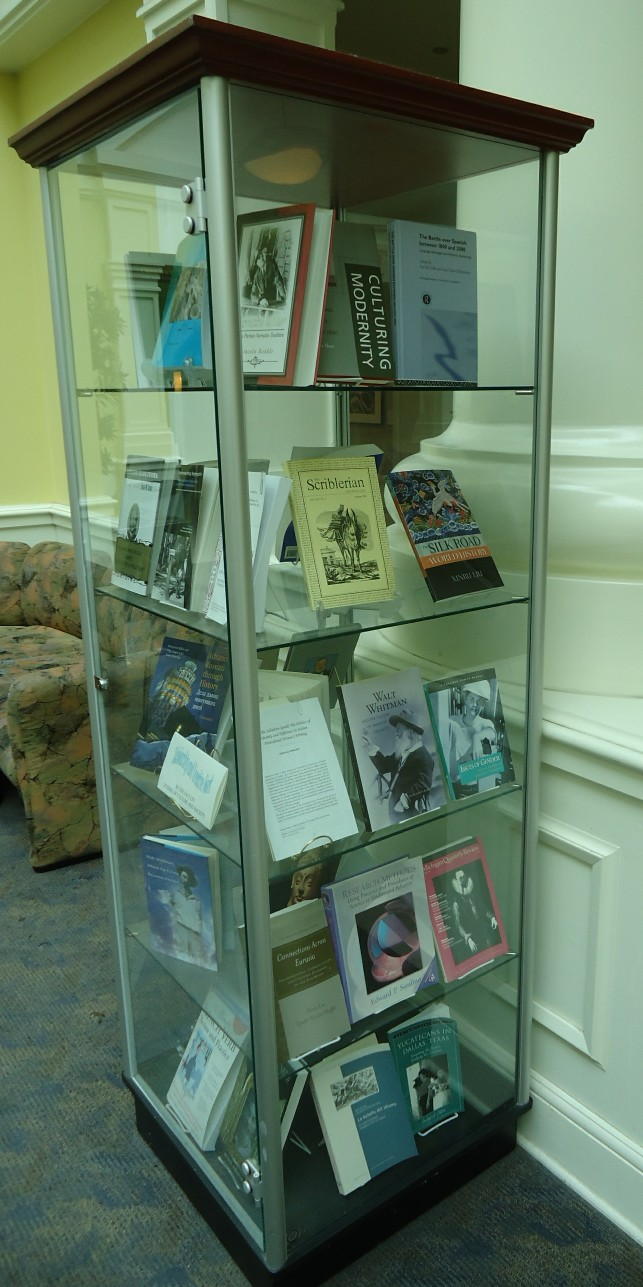
Libri pubblicati dalla facoltà del College of New Jersey.

- Holly Black (laurea in letteratura inglese, 1994), autore della serie The Spiderwick Chronicles: Valiant: A Modern Tale of Faerie ; Tithe: A Modern Faerie Tale; e Ironside: A Modern Faery's Tale, tra gli altri.[45]
- Jay Black, cabarettista e sceneggiatore.[46][47][48]
- Sheila Callaghan (laurea in letteratura inglese, 1995), drammaturga pluripremiata e sceneggiatrice.[49]
- Stephen Dadaian, chitarrista classico ed elettrico.[50]
- Jeff Feuerzeig, regista e sceneggiatore noto per The Devil e Daniel Johnston.[51]
- Tom Kraeutler, giornalista e autore di trasmissioni per la ristrutturazione delle case.[52]
- Geraldine Clinton Little, poeta.[53]
- The Lucas Bros, comici, scrittori, attori noti per 22 Jump Street, Arrested Development e Lucas Bros Moving Co.
- Adam Mamawala, cabarettista.[54][55]
- Tom Scharpling, produttore e conduttore radiofonico.[56]
- Richard Sterban (nato nel 1943), membro dei The Oak Ridge Boys.[57]
- Ty Treadway, One Life to Live famoso attore di soap e conduttore del canale via cavo Soap Talk su Soapnet.[58]
- Michael Vega, attore.[59]

### Sport
- Terry Bradway, direttore generale dei New York Jets dal 2001 al 2006.[60]
- Melanie Balcomb, allenatore della squadra femminile di pallacanestro (fino al 2016) presso la Vanderbilt University.[61]
- Greg Grant, ex giocatore dell'NBA.[62]
- Eric Hamilton, allenatore di football americano.[63]
- Gene Hart (laurea in arte, 1952), giornalista televisivo per Hockey Hall of Fame ed ex telecronista dei Philadelphia Flyers.[64][65]
- Tom McCarthy, telecronista radiofonico dei Philadelphia Phillies.[66]

### Altro
- Lori Alhadeff, attivista.[11]
- David L. Richards, professore associato di scienze politiche e diritti umani all'Università del Connecticut.[67]
- Richard A. Swanson, teorico organizzativo e distinto professore di ricerca in sviluppo delle risorse umane e cattedra Sam Lindsey all'Università del Texas a Tyler, noto per il suo lavoro di sintesi sulla ricerca finanziaria relativa allo sviluppo delle risorse umane.[68]
- Geralyn Wolf (master in arte, 1971), vescovo della diocesi episcopale del Rhode Island.[69]
- Julianna White, Miss New Jersey USA 2011.[70]
- Andrew Rausa, (laurea in scienze applicate), lavora per il consiglio di pubblicità e privacy di Facebook ed è stato nominato su Forbes 30 Under 30 per le politiche legali nel 2017.[71]
- Kevin Gabauer, cofondatore di Fat Shack, una compagnia alimentare notturna che è stata messa in risalto su Shark Tank.[72]
- Tom Armenti, cofondatore di Fat Shack, una compagnia alimentare notturna che è stata messa in risalto su Shark Tank.[72]

## Facoltà note
- Juda Bennett – Inglese[73]
- Celia Chazelle – Storia
- Roy A. Clouser – Filosofia

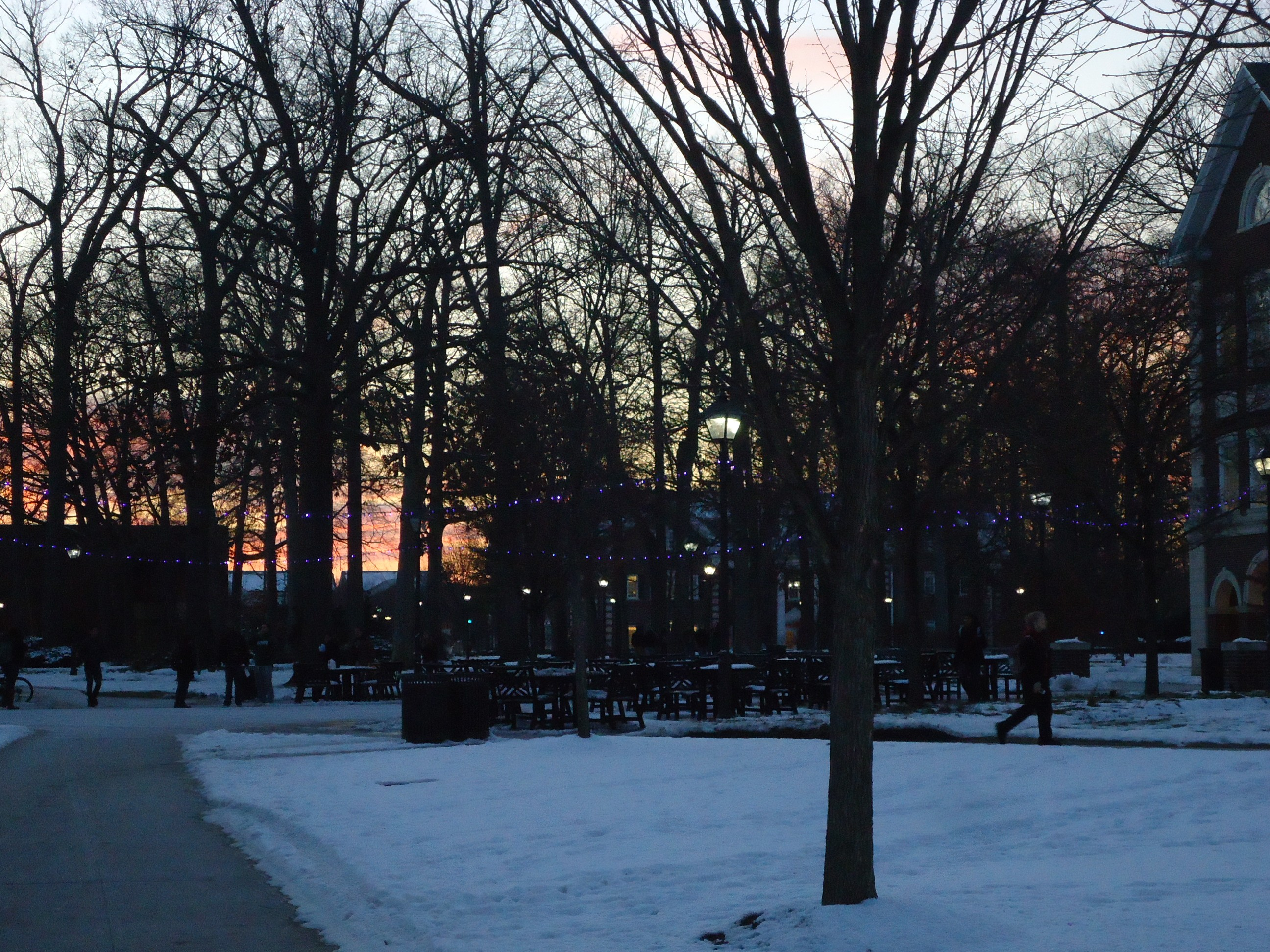
Boschetto degli studenti a dicembre.

- Ellen G. Friedman – Studi di inglese, donne e genere
- James A. Graham – Psicologia
- Jean Graham – Inglese
- Nancy Hingston – Matematica
- Xinru Liu – Storia
- Catie Rosemurgy – Scrittura creativa
- Jess Row – Inglese
- Donna Shaw – Giornalismo[74]